# Mohammedan SC Calcuta
El Mohammedan Sporting Club es un equipo de fútbol de la India que milita en la Superliga de India, la liga de fútbol más importante del país.

## Historia
Fue fundado en el año 1887 en la ciudad de Calcuta con el nombre Jubilee Club y es uno de los equipos más viejos y más populares de la India, hasta que adoptaron su nombre actual en 1891.
Hizo historia al ser el primer equipo que gana la Liga de Fútbol de Calcuta en 5 ocasiones de manera consecutiva entre 1934 y 1938 y también rompió con el monopolio que tenían los equipos de origen británico en la Copa Durand, el torneo de fútbol más viejo de la India, la cual ganaron en 1941, y un año antes ganaron la Copa Rovers.
A nivel de liga nacional no la han podido ganar, ya que sus mejores participaciones las han tenido a nivel regional, ganando el título de la liga de Calcuta en 11 ocasiones, así como 15 títulos de copa en la India y un título internacional, la Aga Khan Gold Cup obtenida en el año 1960.

## Palmarés
- I-League: 1

2024
- I-League 2nd Division: 0

- Subcampeón: 1

2013
- Federation Cup: 2

1983, 1984
- Liga de Fútbol de Calcuta: 11

1934, 1935, 1936, 1937, 1938, 1940, 1941, 1948, 1957, 1967, 1981
- Copa Durand: 2

1940, 2013
- IFA Shield: 5

1936, 1941, 1942, 1957, 1971
Finalista (2): 1963, 1982
- Copa Rovers: 6

1940, 1956, 1959, 1980, 1984, 1987
- Aga Khan Gold Cup: 1 (Liga de campeones no reconocida por la AFC)

1960